# Schistosoma mekongi
Schistosoma mekongi es una especie de trematodos. Es uno de los cinco esquistosomas principales que explican todas las infecciones humanas, los otros cuatro son S. haematobium, S. mansoni, S. japonicum y S. intercalatum. Este trematodo causa esquistosomiasis en humanos.
El caracol de agua dulce Neotricula aperta sirve como huésped intermedio para Schistosoma mekongi.

## Historia
La esquistosomiasis se informó por primera vez en la región de la cuenca del río Mekong en 1957. Se creía que la causa de estos casos era Schistosoma japonicum hasta 1978, cuando se descubrió Neotricula aperta y se determinó que el esquistosoma era una especie única, Schistosoma mekongi.

## Características
S. mekongi comparte muchas características generales con otros esquistosomas, particularmente S. japonicum, pero tiene diferencias cruciales. Los huevos de S. mekongi son de 30-55 μm y tienen una espina diminuta, y solo se producen 95 por pareja de apareamiento por día, mientras que los de S. japonicum son más grandes y producen un promedio de 250 por día. Liberación infectada de N. aperta en 42 cercarias por día, muy inferior a otros esquistosomas.

## Región endémica

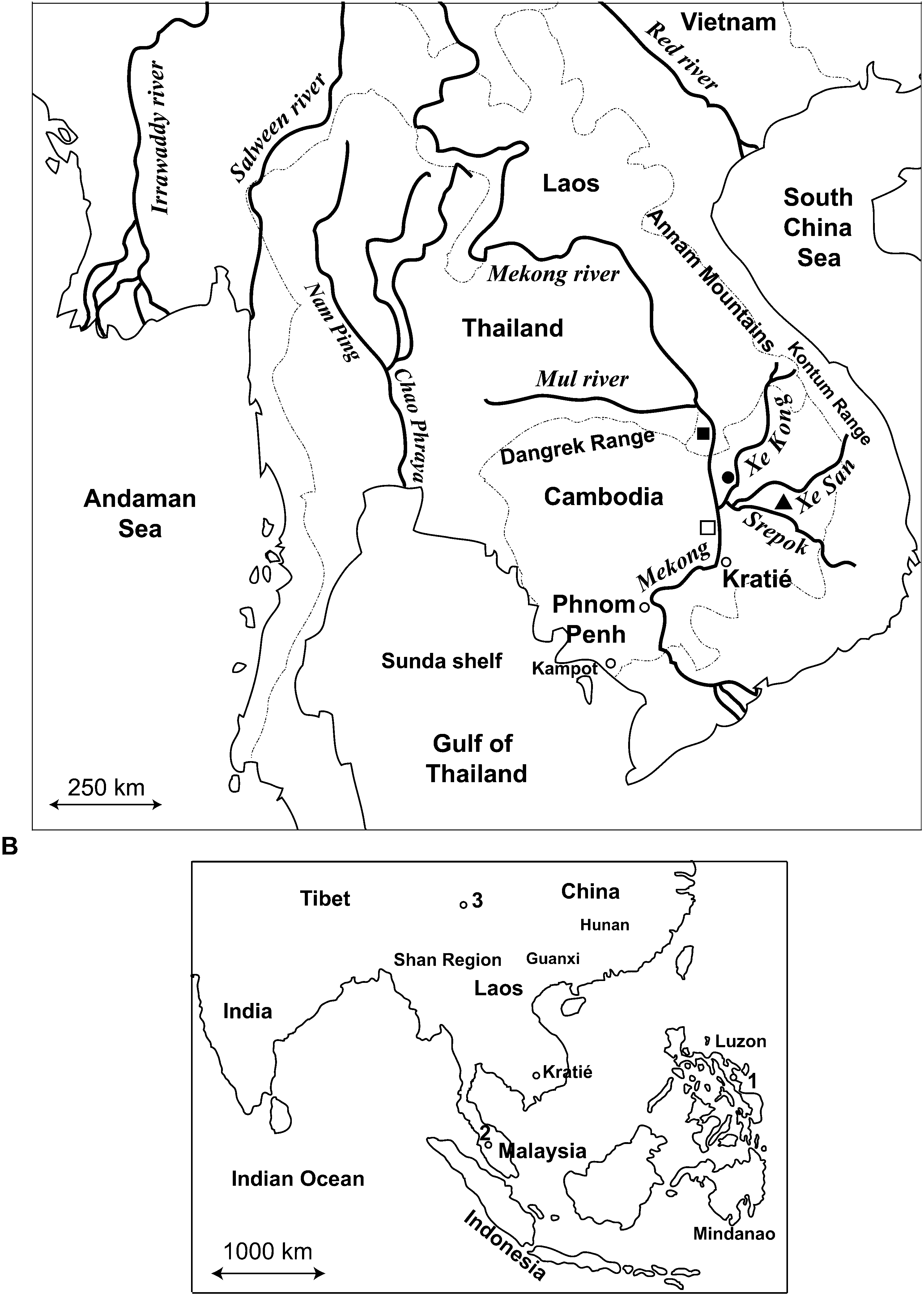
Región endémica

S. mekongi se encuentra en la región de la cuenca del río Mekong, desde la provincia de Kratie, Camboya, hasta la isla de Khong, Laos.

## Esfuerzos de control
En 1989 se realizó un tratamiento masivo universal con praziqauntel de la gente de la isla de Khong, Laos. En 1995, se realizó un tratamiento similar en Camboya. En algunas áreas este tratamiento fue altamente efectivo, eliminando S. mekongi. En otras regiones, particularmente en la isla Khong, hubo poco efecto.
El intento de controlar el huésped intermedio con un molusquicida tampoco tuvo efectividad a largo plazo.